# Babice (ort i Tjeckien, Vysočina)
Babice är en ort i Tjeckien.   Den ligger i regionen Vysočina, i den centrala delen av landet, 150 km sydost om huvudstaden Prag. Babice ligger 541 meter över havet och antalet invånare är 211.
Terrängen runt Babice är lite kuperad.Runt Babice är det ganska tätbefolkat, med 83 invånare per kvadratkilometer. Närmaste större samhälle är Třebíč, 13,0 km nordost om Babice. Trakten runt Babice består till största delen av jordbruksmark.